# Saison 2019-2020 du Tottenham Hotspur FC
Maillots
Chronologie
Saison précédente Saison suivante
La saison 2019-2020 du Tottenham Hotspur FC est la 28e saison du club en Premier League. Cette saison fait suite à la saison 2018-2019 qui avait vu les Spurs finir 4e en championnat et atteindre la finale de la Ligue des Champions à la suite d'un parcours mémorable. Grâce à leur saison en championnat, le club s'est qualifié pour la Ligue des Champions pour la quatrième année consécutive.
Cette saison est marquée par l'arrivée du milieu de terrain français Tanguy Ndombele en provenance de l'Olympique lyonnais, pour un transfert de 60 millions d'euros (transfert record du club). Le club londonien effectue une bonne préparation, ponctuée par un trophée, la Audi Cup remportée aux tirs au but contre le Bayern Munich. En Premier League, Tottenham joue la première journée au Tottenham Hotspur Stadium contre Aston Villa.
Après cinq années passées au club, Mauricio Pochettino est démis de ses fonctions en novembre, à la suite d'un début de saison extrêmement décevant. Un jour après son limogeage, la direction du club nomme José Mourinho à la tête de l'équipe. Étant à la 14e place du championnat à son arrivée, le coach portugais parvient à faire remonter l'équipe au classement et ce malgré l'absence de plusieurs des joueurs clés du club comme Hugo Lloris (absent lors des trois premiers mois de Mourinho à la tête de l'équipe) ou encore Harry Kane et Son Heung-min qui se blesse juste avant les huitièmes de finale perdus face au RB Leipzig (0-1 ; 3-0). Après trois mois d'absence dû à la pandémie de COVID-19, Tottenham Hotspur fait son retour à la compétition face à Manchester United dans un match à huis clos au Tottenham Hotspur Stadium (1-1). Cette reprise des Spurs a été marquée par plusieurs décisions arbitrales contestables prises par la VAR à leur encontre, notamment lors des matchs contre Sheffield United et l'AFC Bournemouth. À la suite d'une victoire décisive contre Arsenal lors du premier North London Derby dans leur nouveau stade, les Spurs reviennent dans la course à la Ligue Europa et valident leur ticket lors de la dernière journée face à Crystal Palace (1-1).
Comme ce fut le cas lors de la saison 2017-2018 de Manchester City, Amazon a tourné une série de plusieurs épisodes lors de cette saison de Tottenham, la bande-annonce étant présentée le 10 juillet 2020,.

## Pré-saison & match amical

### International Champions Cup 2019
Tottenham a participé à l'International Champions Cup pour la quatrième année consécutive après les éditions de 2016, 2017 et de 2018.
Tottenham Hotspur a effectué sa reprise le 21 juillet pour un match d'International Champions Cup contre la Juventus Turin. Ce match s'est soldé par une victoire 3-2 grâce à un magnifique but d'Harry Kane à la dernière minute. Le 25 juillet, Tottenham a affronté Manchester United mais a perdu 2-1. Le 4 août, lors du dernier match au Tottenham Hotspur Stadium, l'Inter Milan a battu Tottenham aux tirs au but (4-3 t.a.b.).

### Audi Cup 2019
Tottenham a effectué sa deuxième apparition dans cette compétition après sa participation en 2015. En demi-finale, les Spurs ont battu le Real Madrid sur le score de 1-0 et se sont qualifiés pour la finale contre le Bayern Munich. Ils ont remporté la compétition après avoir battu les bavarois aux tirs au but,.

### Match amical
Avant la reprise du championnat d'Angleterre après le confinement, Tottenham Hotspur a affronté Norwich City au Tottenham Hotspur Stadium en match amical. Erik Lamela a ouvert le score pour les Spurs, mais lorsque José Mourinho a fait tourné l'effectif pour faire jouer les jeunes du club, Norwich a marqué deux buts tardifs pour remporter le match.

## Transferts
| Nom                    | Poste             | Nationalité | Transfert      | Indemnité           | Mercato         | Provenance/Destination | Division       |
| Arrivées               |                   |             |                |                     |                 |                        |                |
| Tanguy Ndombele        | Milieu de terrain | France      | Transfert      | 60 millions d'€     | Mercato d'été   | Olympique Lyonnais     | Ligue 1        |
| Ryan Sessegnon         | Défenseur         | Angleterre  | Transfert      | 30(+8) millions d'€ | Mercato d'été   | Fulham                 | Championship   |
| Giovani Lo Celso       | Milieu de terrain | Argentine   | Prêt           | 16 millions d'€     | Mercato d'été   | Betis Seville          | La Liga        |
| Georges-Kévin Nkoudou  | Milieu de terrain | France      | Retour de Prêt |                     | Mercato d'été   | AS Monaco              | Ligue 1        |
| Gedson Fernandes       | Milieu de terrain | Portugal    | Prêt           | 4,5 millions d'€    | Mercato d'hiver | Benfica Lisbonne       | Liga NOS       |
| Giovani Lo Celso       | Milieu de terrain | Argentine   | Transfert      | 40 millions d'€     | Mercato d'hiver | Betis Seville          | La Liga        |
| Steven Bergwijn        | Ailier            | Pays-Bas    | Transfert      | 30 millions d'€     | Mercato d'hiver | PSV Eindhoven          | Eredivisie     |
| Départ                 |                   |             |                |                     |                 |                        |                |
| Kieran Trippier        | Défenseur         | Angleterre  | Transfert      | 22 millions d'€     | Mercato d'été   | Atlético Madrid        | La Liga        |
| Vincent Janssen        | Attaquant         | Pays-Bas    | Transfert      | 9 millions d'€      | Mercato d'été   | CF Monterrey           | Liga MX        |
| Georges-Kévin Nkoudou  | Attaquant         | France      | Transfert      | 5 millions d'€      | Mercato d'été   | Beşiktaş JK            | Süper Lig      |
| Cameron Carter-Vickers | Défenseur         | États-Unis  | Prêt           |                     | Mercato d'été   | Stoke City             | Premier League |
| Jack Clarke            | Attaquant         | Angleterre  | Prêt           |                     | Mercato d'été   | Leeds United           | Championship   |
| Fernando Llorente      | Attaquant         | Espagne     | Fin de contrat |                     | Mercato d'été   |                        |                |
| Michel Vorm            | Gardien           | Pays-Bas    | Fin de contrat |                     | Mercato d'été   |                        |                |
| Christian Eriksen      | Milieu de terrain | Danemark    | Transfert      | 20 millions d'€     | Mercato d'hiver | Inter Milan            | Serie A        |

## Effectif

### Joueurs prêtés
Le tableau suivant liste les joueurs en prêt pour la saison 2019-2020.
| Joueurs prêtés |    |                         |                        |                     |                    |                     |  |
| \| N° \| P. \| Nat. \| Nom \| Date de naissance \| Sélection \| Club en prêt \| \| \| 3 \| D \| \| Danny Rose \| 02/07/1990 (35 ans) \| Angleterre \| Newcastle United \| \| \| 16 \| D \| \| Kyle Walker-Peters \| 13/04/1997 (28 ans) \| Angleterre espoirs \| Southampton FC \| \| \| 38 \| D \| \| Cameron Carter-Vickers \| 31/12/1997 (27 ans) \| États-Unis \| Stoke City \| \| \| — \| A \| \| Jack Clarke \| 23/11/2000 (24 ans) \| Angleterre -20 ans \| Queens Park Rangers \| \| |    |                         |                        |                     |                    |                     |  |
| Du mois de Nantes FC |    |                         |                        |                     |                    |                     |  |
| N° | P. | Nat.                    | Nom                    | Date de naissance   | Sélection          | Club en prêt        |  |
| 3 | D  | Drapeau de l'Angleterre | Danny Rose             | 02/07/1990 (35 ans) | Angleterre         | Newcastle United    |  |
| 16 | D  | Drapeau de l'Angleterre | Kyle Walker-Peters     | 13/04/1997 (28 ans) | Angleterre espoirs | Southampton FC      |  |
| 38 | D  | Drapeau des États-Unis  | Cameron Carter-Vickers | 31/12/1997 (27 ans) | États-Unis         | Stoke City          |  |
| — | A  | Drapeau de l'Angleterre | Jack Clarke            | 23/11/2000 (24 ans) | Angleterre -20 ans | Queens Park Rangers |  |

| N° | P. | Nat.                    | Nom                    | Date de naissance   | Sélection          | Club en prêt        |  |
| 3  | D  | Drapeau de l'Angleterre | Danny Rose             | 02/07/1990 (35 ans) | Angleterre         | Newcastle United    |  |
| 16 | D  | Drapeau de l'Angleterre | Kyle Walker-Peters     | 13/04/1997 (28 ans) | Angleterre espoirs | Southampton FC      |  |
| 38 | D  | Drapeau des États-Unis  | Cameron Carter-Vickers | 31/12/1997 (27 ans) | États-Unis         | Stoke City          |  |
| —  | A  | Drapeau de l'Angleterre | Jack Clarke            | 23/11/2000 (24 ans) | Angleterre -20 ans | Queens Park Rangers |  |

## Tenues
Fabricant : Nike / Sponsor principal : AIA

### Joueurs
| Domicile | Extérieur | Autre | Domicile (Europe) |

### Gardiens
| Gardien 1 | Gardien 2 | Gardien 3 | Gardien 4 | Gardien 5 |

## Bilan de la saison
| Premier League     | FA Cup                                 | Carabao Cup                                 | Ligue des champions                |
| ------------------ | -------------------------------------- | ------------------------------------------- | ---------------------------------- |
| 6e place           | 5e tour                                | 3e tour                                     | Huitièmes de finale                |
| 59 points          | contre Norwich City (1-1 ; 2-3 t.a.b.) | contre Colchester United (0-0 ; 4-3 t.a.b.) | contre le RB Leipzig (0-1) ; (3-0) |
| 16V 11N 11D        | 2V 2N 1D                               | 1D                                          | 3V 1N 4D                           |
| TOTAL: 21V 14N 17D |                                        |                                             |                                    |

## Championnat

### Classement
| Rang | Équipe                  | Pts | J  | G  | N  | P  | Bp  | Bc | Diff |
| ---- | ----------------------- | --- | -- | -- | -- | -- | --- | -- | ---- |
| 1    | Liverpool FC SU         | 99  | 38 | 32 | 3  | 3  | 85  | 33 | +52  |
| 2    | Manchester City T S L   | 81  | 38 | 26 | 3  | 9  | 102 | 35 | +67  |
| 3    | Manchester United       | 66  | 38 | 18 | 12 | 8  | 66  | 36 | +30  |
| 4    | Chelsea FC              | 66  | 38 | 20 | 6  | 12 | 69  | 54 | +15  |
| 5    | Leicester City          | 62  | 38 | 18 | 8  | 12 | 67  | 41 | +26  |
| 6    | Tottenham Hotspur       | 59  | 38 | 16 | 11 | 11 | 61  | 47 | +14  |
| 7    | Wolverhampton Wanderers | 59  | 38 | 15 | 14 | 9  | 51  | 40 | +11  |
| 8    | Arsenal FC              | 56  | 38 | 14 | 14 | 10 | 56  | 48 | +8   |
| 9    | Sheffield United P      | 54  | 38 | 14 | 12 | 12 | 39  | 39 | 0    |
| 10   | Burnley FC              | 54  | 38 | 15 | 9  | 14 | 43  | 50 | -7   |
| 11   | Southampton FC          | 52  | 38 | 15 | 7  | 16 | 51  | 60 | -9   |
| 12   | Everton FC              | 49  | 38 | 13 | 10 | 15 | 44  | 56 | -12  |
| 13   | Newcastle United        | 44  | 38 | 11 | 11 | 16 | 38  | 58 | -20  |
| 14   | Crystal Palace          | 44  | 38 | 11 | 10 | 17 | 31  | 50 | -19  |
| 15   | Brighton & Hove Albion  | 41  | 38 | 9  | 14 | 15 | 39  | 54 | -15  |
| 16   | West Ham United         | 39  | 38 | 10 | 9  | 19 | 49  | 62 | -13  |
| 17   | Aston Villa P           | 35  | 38 | 9  | 8  | 21 | 41  | 67 | -26  |
| 18   | AFC Bournemouth         | 34  | 38 | 9  | 7  | 22 | 40  | 65 | -25  |
| 19   | Watford FC              | 34  | 38 | 8  | 10 | 20 | 35  | 64 | -29  |
| 20   | Norwich City P          | 21  | 38 | 5  | 6  | 27 | 26  | 75 | -49  |

Qualifications européennes
Ligue des champions 2020-2021
- 1er à 4e : phase de groupes

Ligue Europa 2020-2021
- 5e et C : phase de groupes
- L : deuxième tour de qualification

Relégation
- 18e à 20e : relégation en Championship

Abréviations
- T : Tenant du titre
- C : Vainqueur de la FA Cup 2019-2020
- L : Vainqueur de la Coupe de la Ligue 2019-2020
- S : Vainqueur du Community Shield 2019
- SU : Vainqueur de la Supercoupe de l'UEFA 2019
- P : Promu de Championship 2018-2019

1. ↑  Durant le mois de février 2020, Manchester City est exclu pour deux saisons de toutes compétitions européennes organisées par l'UEFA pour violations sérieuses du fair-play financier[14]. Après un appel du club auprès du Tribunal arbitral du sport[15], cette suspension est finalement annulée le 13 juillet 2020, le club devant seulement payer une amende de 10 millions d'euros[16]

### Résumé de la saison en championnat
Tottenham inaugure sa saison en recevant le promu Aston Villa au Tottenham Hotspur Stadium. Cependant, contre toute attente, c'est Villa qui ouvre rapidement le score sur un contre bien mené. Il faut attendre la fin du match pour la situation se débloquer au profit des Spurs : Tanguy Ndombele, principale recrue de l'été, égalise d'une puissante frappe dans le petit filet, après une passe en retrait de Lucas Moura. Enfin lors des cinq dernières minutes, Harry Kane inscrit un doublé sur des services d'Eriksen et de Sissoko pour offrir la victoire aux londoniens (3-1). Pour la seconde journée, Tottenham joue Manchester City, double champion d'Angleterre en titre, à l'Etihad Stadium. Ce choc part fort car après avoir concédés l'ouverture du score de Raheem Sterling, les Spurs égalisent trois minutes plus tard grâce à Erik Lamela. Cependant, le score à la mi-temps est de 2-1 pour City grâce à un but de Sergio Agüero. En seconde période, Hugo Lloris sauve les siens en réalisant deux arrêts décisifs. Sur un corner, Lucas Moura égalise seulement 19 secondes après son entrée en jeu et permet aux Spurs d'obtenir le match nul (2-2). Il s'ensuit un match nul contre Arsenal lors duquel les Spurs sont sauvés par leur capitaine (2-2) et une large victoire contre Crystal Palace avec un doublé de Son Heung-min (4-0).
À la suite d'une série de cinq rencontres sans victoires, marquée par une défaite contre Brighton (3-0) où Lloris se blesse dès les premières minutes, Mauricio Pochettino, en poste depuis cinq saisons est limogé le 19 novembre 2019. Le lendemain, c'est le coach portugais José Mourinho qui lui succède. Pour sa première avec Tottenham, Mourinho s'impose contre West Ham (3-2) le 23 novembre, dix mois après la dernière victoire à l'extérieur des Spurs. Tottenham enchaîne avec un succès contre Bournemouth et à noter un match étincelant de Dele Alli (3-2). Le match suivant est marqué par une défaite frustrante contre Manchester United mais les Spurs se rattrapent en dynamitant Burnley avec un doublé de Harry Kane et un magnifique but de Son Heung-min (5-0). Tottenham s'impose ensuite face à Wolverhampton grâce à un but de Jan Vertonghen dans le temps additionnel (1-2).
Le club manque d'accrocher la 4e place du classement en s'inclinant face à Chelsea à domicile (0-2). Après un succès difficile face à Brighton (2-1), Tottenham enregistre une série de quatre matchs sans victoires, s'inclinant par deux fois contre Southampton (1-0) puis Liverpool (0-1). Les Spurs perdent Harry Kane sur blessure face aux Saints mais récupèrent Hugo Lloris qui fait son retour lors de la victoire contre la lanterne rouge, Norwich City (2-1). Le 2 février 2020, Tottenham bat Manchester City grâce à une grande performance de Lloris qui stoppe un penalty de İlkay Gündoğan, mais également grâce au premier but de la nouvelle recrue Steven Bergwijn (2-0). Lors de la rencontre suivante, Tottenham s'impose sur le fil face à Aston Villa grâce à un but de Son Heung-min à la dernière minute (2-3). Cependant, le sud-coréen s'étant blessé lors de la rencontre, Tottenham perd encore un joueur important sur blessure et s'incline contre Chelsea (2-1) et Wolverhampton Wanderers (2-3),.
Pour la reprise de la Premier League trois mois après l'arrêt des matchs, Tottenham Hotspur reçoit Manchester United dans un Tottenham Hotspur Stadium à huis clos. Les Spurs ouvrent le score grâce à Steven Bergwijn qui trompe David de Gea à la suite d'un rush à travers la défense de United. Les Spurs souffrent et Hugo Lloris réalise plusieurs parades décisives avant de céder sur un penalty de Bruno Fernandes (1-1). Le club du nord de Londres retrouve le chemin de la victoire face à West Ham grâce notamment à un but de Harry Kane (2-0). Les ennuis reprennent face à Sheffield United où les Spurs coulent (3-1) mais Tottenham se voit injustement refuser un but de Kane à cause d'une chute de Lucas Moura qui en se rattrapant au sol détourne le ballon du bras. Tottenham se relance face à Everton à domicile, malgré une vive altercation entre Son et Lloris à la mi-temps (1-0) mais réalise une nouvelle contre-performance face au relégable Bournemouth sans cadrer un seul tir et ne doit son salut qu'à un arrêt décisif de Hugo Lloris dans les dernières minutes du match (0-0),. Le match suivant est le North London Derby contre Arsenal, le premier joué au Tottenham Hotspur Stadium. Malgré un bon début de match de Tottenham, ce sont les Gunners qui ouvrent le score sur un boulet de canon de Alexandre Lacazette (0-1 ; 16e) mais dans la foulée Son Heung-min égalise grâce à une erreur de relance de la défense adverse (1-1 ; 19e). Les occasions se multiplient et Ben Davies et Pierre-Emerick Aubameyang touchent la barre avant que Lloris s'interpose devant l'attaquant gabonais. Enfin, sur un corner obtenu par Kane et tiré par Son, Toby Alderweireld marque le but de la victoire de la tête et les Spurs reviennent dans la course à l'Europe en dépassant son rival londonien au classement. Les Spurs enchaînent en s'imposant face à Newcastle à St James' Park où Harry Kane signe un doublé dont son 200e but en club (1-3). Pour le dernier match de la saison au Tottenham Hotspur Stadium, les Spurs étrillent Leicester City, alors à la 4e place du classement, grâce à un doublé éclair de Kane et aux multiples arrêts de Lloris (3-0). Lors de la 38e et dernière journée du championnat, Tottenham fait match nul sur la pelouse de Crystal Palace (1-1) et se qualifie pour la Ligue Europa 2020-2021 grâce à la défaite de Wolverhampton Wanderers sur la pelouse de Chelsea (2-0).

## Coupe d'Angleterre
À la suite du tirage au sort effectué le 2 décembre 2019, Tottenham Hotspur, huit fois vainqueur de la compétition, débute au 3e tour, étant un club de premier division disputant une compétition européenne. Les Spurs héritent du Middlesbrough FC à l'extérieur.

## Coupe de la Ligue anglaise
Tottenham Hotspur commence la compétition au troisième tour, étant un club de Premier League disputant une compétition européenne. À la suite du tirage au sort, les Spurs ont hérité de Colchester United à l'extérieur.

## Ligue des Champions

### Phase de groupe
Lors du tirage au sort effectué le 29 août 2019 à Monaco, Tottenham Hotspur, classé dans le chapeau 2, hérite du groupe B en compagnie du Bayern Munich, de l'Olympiakos et de l'Étoile rouge de Belgrade.
| Rang | Équipe                   | Pts | J | G | N | P | Bp | Bc | Diff |  | Résultats (▼ dom., ► ext.) |     |     |     |     |
| ---- | ------------------------ | --- | - | - | - | - | -- | -- | ---- |  | -------------------------- | --- | --- | --- | --- |
| 1    | Bayern Munich            | 18  | 6 | 6 | 0 | 0 | 24 | 5  | +19  |  | Bayern Munich              |     | 3-1 | 2-0 | 3-0 |
| 2    | Tottenham Hotspur        | 10  | 6 | 3 | 1 | 2 | 18 | 14 | +4   |  | Tottenham Hotspur          | 2-7 |     | 4-2 | 5-0 |
| 3    | Olympiakos               | 4   | 6 | 1 | 1 | 4 | 8  | 14 | -6   |  | Olympiakos                 | 2-3 | 2-2 |     | 1-0 |
| 4    | Étoile rouge de Belgrade | 3   | 6 | 1 | 0 | 5 | 3  | 20 | -17  |  | Étoile rouge de Belgrade   | 0-6 | 0-3 | 3-1 |     |

### Phase à élimination directe

#### Huitièmes de finale
À la suite de la victoire contre l'Olympiakos lors de la 5e journée de la phase de groupes, Tottenham Hotspur s'est qualifié pour les huitièmes de finale pour la troisième année consécutive. Le tirage au sort est effectué le 16 décembre 2019. À l'issue de ce tirage, les Spurs se retrouvent confrontés aux allemands du RB Leipzig, vainqueurs du groupe G.

## Statistiques

### Buteurs
| Class. | Pos.  | No.   | Nom               | Premier League | FA Cup | League Cup | Ligue des Champions | Total |
| ------ | ----- | ----- | ----------------- | -------------- | ------ | ---------- | ------------------- | ----- |
| 1      | ATT   | 10    | Harry Kane        | 18             | 0      | 0          | 6                   | 24    |
| 2      | ATT   | 7     | Son Heung-min     | 11             | 2      | 0          | 5                   | 18    |
| 3      | MIL   | 20    | Dele Alli         | 8              | 0      | 0          | 1                   | 9     |
| 4      | ATT   | 27    | Lucas Moura       | 4              | 2      | 0          | 1                   | 7     |
| 5      | MIL   | 11    | Erik Lamela       | 2              | 1      | 0          | 1                   | 4     |
| 6      | MIL   | 23    | Christian Eriksen | 2              | 0      | 0          | 1                   | 3     |
| 6      | ATT   | 23    | Steven Bergwijn   | 3              | 0      | 0          | 0                   | 3     |
| 7      | DEF   | 4     | Toby Alderweireld | 2              | 0      | 0          | 0                   | 2     |
| 7      | MIL   | 17    | Moussa Sissoko    | 2              | 0      | 0          | 0                   | 2     |
| 7      | MIL   | 18    | Giovani Lo Celso  | 0              | 1      | 0          | 1                   | 2     |
| 7      | MIL   | 28    | Tanguy Ndombele   | 2              | 0      | 0          | 0                   | 2     |
| 7      | DEF   | 5     | Jan Vertonghen    | 1              | 1      | 0          | 0                   | 2     |
| 7      | DEF   | 24    | Serge Aurier      | 1              | 0      | 0          | 1                   | 2     |
| 8      | DEF   | 19    | Ryan Sessegnon    | 0              | 0      | 0          | 1                   | 1     |
| Total  | Total | Total | Total             | 57             | 6      | 0          | 18                  | 81    |

### Clean sheets
| Class. | No     | Joueur          | Premier League | FA Cup | League Cup | Ligue des champions | Total |
| ------ | ------ | --------------- | -------------- | ------ | ---------- | ------------------- | ----- |
| 1      | 1      | Hugo Lloris     | 6              | 0      | 0          | 0                   | 6     |
| 1      | 22     | Paulo Gazzaniga | 2              | 0      | 1          | 2                   | 5     |
| TOTAUX | TOTAUX | TOTAUX          | 8              | 0      | 1          | 2                   | 11    |